# Das Flötenkonzert von Sans-souci
Das Flötenkonzert von Sans-souci ist ein deutscher, in Schwarz-Weiß gedrehter Historienfilm der Ufa aus dem Jahr 1930. Er war der erste Tonfilm der zwischen 1920 und 1942 sehr populären Fridericus-Rex-Filme, die sich mit der Geschichte Friedrichs des Großen befassen.

## Handlung
Im Jahr 1756 wird im Dresdner Palais des sächsischen Ministers Heinrich von Brühl offiziell ein Maskenball gefeiert. Inoffiziell finden allerdings Gespräche mit den Gesandten Österreichs, Russlands und Frankreichs statt, die ein Bündnis und Vorbereitungen zu einem gemeinsamen Angriffskrieg gegen Preußen unter Friedrich II. zum Ziel haben. „Das Wichtigste bleibt, dass man in Potsdam nichts erfährt, ehe unsere militärischen Aktionen beendet sind. Es wäre ein Fehler, sich allzu früh zu demaskieren,“ schwört von Brühl die Beteiligten ein. Durch seinen Spion Menzel erfährt jedoch der preußische Gesandte Maltzahn von dem Vorhaben. Durch dessen Kurier Major von Lindeneck gelingt es ihm, eine Kopie des abgeschlossenen Geheimvertrages dem König von Preußen zu überbringen. Dieser berät sich mit seinen Generälen, die zur Vorsicht mahnen. Friedrich ist zunächst fassungslos und entwickelt dann einen Gegenplan. Dazu schickt er von Lindeneck erneut nach Dresden. Dieser ist davon wenig begeistert, da er nach einer gemeinsamen Begegnung mit Baron Kent in seinem Haus, Grund zu haben meint, an der ehelichen Treue seiner Frau Blanche zu zweifeln und diese nun wiederum alleine zurücklassen muss. Die Königstreue ist ihm wichtiger und er führt sämtliche Aufträge des Preußenkönigs aus. Als die Gesandten Österreichs, Russlands und Frankreichs in Potsdam erscheinen und um eine Audienz bei Friedrich bitten, gibt er, um Zeit zu gewinnen, ein Flötenkonzert in seinem Konzertzimmer von Schloss Sanssouci, das in seiner szenischen Aufstellung dem berühmten Gemälde „Das Flötenkonzert Friedrichs des Großen in Sanssouci“ von Adolph von Menzel nachempfunden ist. Im Laufe dieses Konzertes erhält er die Depesche aus Wien, die das Komplott vollständig aufdeckt, und erteilt zwischen dem eigenen Flötenspiel Befehle an Offiziere. „Von diesem Konzert wird die Geschichte erzählen,“ heißt es im Getuschel der Anwesenden. Friedrich beendet das Konzert und lässt den Gesandten die Kriegserklärung überreichen. Er begibt sich nach draußen und macht bekannt, dass er soeben den Marschbefehl für die Regimenter gegeben habe. Der Siebenjährige Krieg beginnt.

## Hintergrund
Die Dreharbeiten zu Das Flötenkonzert von Sans-souci fanden im Zeitraum vom 27. August bis 6. Oktober 1930 nahezu ausschließlich in den Ufa-Ateliers Neubabelsberg, dem heutigen Studio Babelsberg in Potsdam statt, wenige Außenaufnahmen entstanden auf dem ehemaligen Militärgelände Döberitz und in Potsdam.
Als Musiktitel wurde die „Flötenserenade“ von Friedrich dem Großen verwendet sowie das Lied „Ich habe das Glück gefunden“ und der Parademarsch der Langen Kerls.
Am 12. Dezember 1930 erhielt der Film das Prädikat „Künstlerisch und Volksbildend“ (VK 1063/30).
Die Uraufführung fand am 19. Dezember 1930 im Berliner Ufa-Palast am Zoo statt.

## Rezeption
Nachdem mit Melodie des Herzens (1929) der weltweit erste deutsche komplett vertonte Spielfilm in die Kinos gekommen war, war in Das Flötenkonzert von Sans-souci daher zum ersten Mal die Stimme von Otto Gebühr zu hören (Tonsystem: Klangfilm). Das Publikum sei von Gebührs Stimme so begeistert gewesen, dass es aufstand und applaudierte, als es seinen ersten Satz hörte.
Der Film rief heftige Proteste hervor, da einen Tag vor der Premiere der Film Im Westen nichts Neues verboten wurde. Die Presse kritisierte, dass ein Film wie Im Westen nichts Neues, der vor einem Krieg abschrecken solle, verboten werde und stattdessen ein Film wie Das Flötenkonzert von Sans-souci, der zum Krieg auffordere, gezeigt werde. Besonders in den Berliner Arbeitervierteln brach sich der Protest Bahn. Bei einer Aufführung im Excelsior in Neukölln warfen Protestierende Stinkbomben und Juckpulver in das Publikum und bewarfen die Leinwand mit Tinte. Im Kristallpalast im Wedding zerstörten junge Arbeiter die Fenster des Kinos. Im selben Bezirk versuchten Arbeiter, die Elektrokabel zum Metro-Theater durchzuschneiden, wurden aber von der Polizei gestoppt. Die militanten Proteste hörten kurz danach auf, auch weil die Polizei hart gegen diese vorging. Der Vorwärts sympathisierte zwar mit den Protesten. Er rief aber stattdessen dazu auf, die Kinos zu boykottieren, die den Film zeigten. Zumindest in Berlin hatte dieser Boykottaufruf auch deutliche finanzielle Folgen für die Kinos, die den Film zeigten.
Der Film wurde Anfang der 1990er Jahre von der Friedrich-Wilhelm-Murnau-Stiftung restauriert und als VHS herausgegeben.